# ぼくらの町は川っぷち
『ぼくらの町は川っぷち』（ぼくらのまちはかわっぷち）は、日本の楽曲。作詞：峯陽、作編曲：林光。

## 概要
東京都大田区の西六郷少年少女合唱団の団歌。NHKの『みんなのうた』で紹介された。
戦後、日本が高度経済成長期に差し掛かる時期に、京浜工業地帯にある多摩川と工場の間に挟まれた自分達の町・西六郷を歌った楽曲。
『みんなのうた』での初放送は1964年6月 - 7月で、歌は倍賞千恵子が担当、その後1966年12月 - 1967年1月に大阪放送児童合唱団の歌でリメイクされた。その後は双方とも再放送やDVD化はされていないが、2011年から始まった「みんなのうたプロジェクト」でリメイク版の歌が見つかり、2012年2月12日にNHKラジオ第1放送で放送された『みんなのうた』特番で、リメイク版の第1番のみが45年ぶりに放送された。
作詞・作曲を手掛けた峯と林は後年『みんなのうた』で、同じく町の様子を歌った『ぼくらの空は四角くて』を発表する。

## 録音
- 鎌田典三郎（指揮）、西六郷少年少女合唱団 - 2004年発売のCD『ときめきどうようミュージアム(2)のびのびうたごっこ』（ビクター VICS-60169〜70）、2009年発売のCD『ぼくらの町は川っぷち』（フォンテック EFCD-4144）などに収録